# Danh sách album nhạc phim Digimon Tamers
Dưới đây là danh sách toàn bộ album nhạc phim trong series Digimon Tamers.

## Tổng quan
| STT | Tên album      | Ngày phát hành                                                   | Tham khảo                  |
| --- | -------------- | ---------------------------------------------------------------- | -------------------------- |
| 1   | Digimon Tamers | Digimon Tamers Uta to Ongaku Shuu                                | Đĩa 1: 6 tháng 6 năm 2001  |
| 1   | Digimon Tamers | Digimon Tamers Uta to Ongaku Shuu                                | Đĩa 2: 10 tháng 1 năm 2002 |
| 2   | Digimon Tamers | Digimon Tamers Song Carnival                                     | 5 tháng 9 năm 2001         |
| 3   | Digimon Tamers | Digimon Tamers Christmas Illusion                                | 7 tháng 11 năm 2001        |
| 4   | Digimon Tamers | Digimon Tamers The Adventurers' Battle - Original Soundtrack     | 5 tháng 12 năm 2001        |
| 5   | Digimon Tamers | Digimon Tamers Single Best Parade                                | 3 tháng 4 năm 2002         |
| 6   | Digimon Tamers | Digimon Tamers The Runaway Digimon Express - Original Soundtrack | 3 tháng 7 năm 2002         |
| 7   | Digimon Tamers | Digimon Tamers Best Tamers                                       |                            |

## Danh sách chi tiết

### Digimon Tamers Uta to Ongaku Shuu
Toàn bộ soundtrack được hòa âm bởi Arisawa Takanori
| Đĩa 1            | Đĩa 1                                                             | Đĩa 1            | Đĩa 1            | Đĩa 1            | Đĩa 1      |
| STT              | Nhan đề                                                           | Phổ lời          | Phổ nhạc         | Trình bày        | Thời lượng |
| ---------------- | ----------------------------------------------------------------- | ---------------- | ---------------- | ---------------- | ---------- |
| 1.               | "The Biggest Dreamer (TV size)" (The Biggest Dreamer (TV サイズ)) | Yamada Hiroshi   | Oota Michihiko   | Wada Kouji       | 1:33       |
| 2.               | "Avant" (アバン)                                                  |                  | Arisawa Takanori |                  | 0:23       |
| 3.               | "Sub Title" (サブ • タイトル)                                     |                  | Arisawa Takanori |                  | 0:12       |
| 4.               | "Digimon Tamers no Theme" (デジモンテイマーズのテーマ)            |                  | Arisawa Takanori |                  | 2:24       |
| 5.               | "Yukikau Hitobito" (行き交う人々)                                 |                  | Arisawa Takanori |                  | 1:19       |
| 6.               | "Takato no Theme" (タカトのテーマ~)                               |                  | Arisawa Takanori |                  | 1:21       |
| 7.               | "Ruki no Theme" (ルキのテーマ~)                                   |                  | Arisawa Takanori |                  | 1:48       |
| 8.               | "Lee no Theme" (リーのテーマ~)                                    |                  | Arisawa Takanori |                  | 1:39       |
| 9.               | "SLASH!! (Shinka size)" (SLASH!! (進化サイズ))                    | Yamada Hiroshi   | Oota Michihiko   | Oota Michihiko   | 1:44       |
| 10.              | "Theme Action" (テーマアクション)                                 |                  | Arisawa Takanori |                  | 1:10       |
| 11.              | "Digital Field" (デジタルフィールド)                              |                  | Arisawa Takanori |                  | 1:16       |
| 12.              | "Juri no Theme" (ジュリのテーマ)                                  |                  | Arisawa Takanori |                  | 1:50       |
| 13.              | "Kyodai Kuukan" (巨大空間)                                        |                  | Arisawa Takanori |                  | 1:49       |
| 14.              | "Ankoku~Kibou" (暗黒～希望)                                       |                  | Arisawa Takanori |                  | 1:14       |
| 15.              | "Theme Gag" (テーマギャグ)                                        |                  | Arisawa Takanori |                  | 1:10       |
| 16.              | "Eye Catch DT" (アイキャッチ DT)                                  |                  | Arisawa Takanori |                  | 0:10       |
| 17.              | "Shutsugen" (出現)                                                |                  | Arisawa Takanori |                  | 2:05       |
| 18.              | "Guilmon no Theme" (ギルモンのテーマ)                             |                  | Arisawa Takanori |                  | 1:39       |
| 19.              | "Renamon no Theme" (レナモンのテーマ)                             |                  | Arisawa Takanori |                  | 1:15       |
| 20.              | "Terriermon no Theme" (テリアモンのテーマ)                        |                  | Arisawa Takanori |                  | 2:24       |
| 21.              | "EVO (Shinka size)" (EVO (進化サイズ))                            | Omori Shouko     | Watanabe Cheru   | WILD CHILD BOUND | 1:31       |
| 22.              | "Itsumono Seikatsu" (いつもの生活)                                |                  | Arisawa Takanori |                  | 1:51       |
| 23.              | "Akogare" (あこがれ)                                              |                  | Arisawa Takanori |                  | 2:01       |
| 24.              | "Setsunasa~The Biggest Dreamer" (せつなさ～The Biggest Dreamer)   |                  | Arisawa Takanori |                  | 1:55       |
| 25.              | "Culumon no Theme" (クルモンのテーマ)                             |                  | Arisawa Takanori |                  | 1:30       |
| 26.              | "Panic" (パニック)                                                |                  | Arisawa Takanori |                  | 1:26       |
| 27.              | "Sousa" (捜査)                                                    |                  | Arisawa Takanori |                  | 1:05       |
| 28.              | "Blue Card" (ブルーカード)                                        |                  | Koyama Kouhei    |                  | 1:29       |
| 29.              | "Impmon no Theme" (インプモンのテーマ)                            |                  | Arisawa Takanori |                  | 1:08       |
| 30.              | "Zone Digital" (ゾーンデジタル)                                   |                  | Arisawa Takanori |                  | 1:17       |
| 31.              | "Hypnos" (ヒュプノス)                                             |                  | Arisawa Takanori |                  | 1:25       |
| 32.              | "Story Ending" (ストーリーエンディング)                           |                  | Arisawa Tananori |                  | 1:08       |
| 33.              | "My Tomorrow (TV size)" (My Tomorrow (TV サイズ))                 | Matsuki Yuu      | Okubo Kaoru      | Maeda Ai (AiM)   | 1:24       |
| 34.              | "Jikai Yokoku" (次回予告)                                         |                  | Arisawa Takanori |                  | 0:29       |
| Tổng thời lượng: | Tổng thời lượng:                                                  | Tổng thời lượng: | Tổng thời lượng: | Tổng thời lượng: | 48:04      |

| Đĩa 2            | Đĩa 2                                                                 | Đĩa 2            | Đĩa 2             | Đĩa 2              | Đĩa 2      |
| STT              | Nhan đề                                                               | Phổ lời          | Phổ nhạc          | Trình bày          | Thời lượng |
| ---------------- | --------------------------------------------------------------------- | ---------------- | ----------------- | ------------------ | ---------- |
| 1.               | "The Biggest Dreamer (TV size)" (The Biggest Dreamer (TV サイズ))     | Yamada Hiroshi   | Oota Michihiko    | Wada Kouji         | 1:33       |
| 2.               | "Avant DT2" (アバン DT2)                                              |                  | Arisawa Takanori  |                    | 0:22       |
| 3.               | "Sub Title DT2" (サブ • タイトル DT2)                                 |                  | Arisawa Takanori  |                    | 0:11       |
| 4.               | "Digimon Tamers no Theme" (デジモンテイマーズのテーマ)                |                  | Arisawa Takanori  |                    | 2:25       |
| 5.               | "Yukikau Hitobito 2" (行き交う人々 2)                                 |                  | Arisawa Takanori  |                    | 1:20       |
| 6.               | "Sousa" (捜査)                                                        |                  | Arisawa Takanori  |                    | 1:06       |
| 7.               | "Takato no Theme (Karaoke)" (タカトのテーマ (カラオケ))               |                  | Arisawa Takanori  |                    | 1:22       |
| 8.               | "Guilmon no Theme (Karaoke)" (ギルモンのテーマ (カラオケ))            |                  | Shouji Kumi       |                    | 1:40       |
| 9.               | "Ruki no Theme (Karaoke)" (ルキのテーマ (カラオケ))                   |                  | Arisawa Takanori  |                    | 1:34       |
| 10.              | "Renamon no Theme (Karaoke)" (レナモンのテーマ (カラオケ))            |                  | Arisawa Takanori  |                    | 1:15       |
| 11.              | "Lee no Theme (Karaoke)" (リーのテーマ (カラオケ)                     |                  | Iwasaki Motoyoshi |                    | 1:40       |
| 12.              | "Terriermon no Theme (Karaoke)" (テリアモンのテーマ (カラオケ))       |                  | Arisawa Takanori  |                    | 2:24       |
| 13.              | "SLASH!! (Shinka size)" (SLASH!! (進化サイズ))                        | Yamada Hiroshi   | Oota Michihiko    | Oota Michihiko     | 1:46       |
| 14.              | "Digital Field" (デジタルフィールド)                                  |                  | Arisawa Takanori  |                    | 1:16       |
| 15.              | "Digital African" (デジタルアフリカン)                                |                  | Arisawa Takanori  |                    | 1:53       |
| 16.              | "Comical Gad" (コミカルギャグ)                                        |                  | Arisawa Takanori  |                    | 1:24       |
| 17.              | "Eye Catch DT2" (アイキャッチ DT2)                                    |                  | Arisawa Takanori  |                    | 0:11       |
| 18.              | "Renamon no Theme 2" (レナモンのテーマ 2)                             |                  | Arisawa Takanori  |                    | 1:15       |
| 19.              | "Kage no Yasashisa" (影の優しさ)                                      |                  | Arisawa Takanori  |                    | 1:35       |
| 20.              | "Culumon no Theme (Karaoke)" (クルモンのテーマ (カラオケ))            |                  | Arisawa Takanori  |                    | 1:30       |
| 21.              | "Impmon no Theme (Karaoke)" (インプモンのテーマ (カラオケ))           |                  | Arisawa Takanori  |                    | 1:09       |
| 22.              | "EVO (Shinka size)" (EVO (進化サイズ))                                | Omori Shouko     | Watanabe Cheru    | WILD CHILD BOUND   | 1:30       |
| 23.              | "Itsumo no Seikatsu 2" (いつもの生活 2)                               |                  | Arisawa Takanori  |                    | 0:54       |
| 24.              | "Akogare 2" (あこがれ 2)                                              |                  | Arisawa Takanori  |                    | 1:47       |
| 25.              | "Cululu~~" (クルル~~)                                                 |                  | Arisawa Takanori  |                    | 1:28       |
| 26.              | "Blue Card" (ブルーカード)                                            |                  | Arisawa Takanori  |                    | 1:30       |
| 27.              | "Zone Digital" (ゾーンデジタル)                                       |                  | Arisawa Takanori  |                    | 1:18       |
| 28.              | "Net no Umi" (ネットの海)                                             |                  | Arisawa Takanori  |                    | 1:23       |
| 29.              | "One vision (Shinka size)" (One Vision (進化サイズ))                  | Yamada Hiroshi   | Oota Michihiko    | Tanimoto Takayoshi | 1:46       |
| 30.              | "Omoi ~The Biggest Dreamer~" (想い~The Biggest Dreamer~)              |                  | Arisawa Takanori  |                    | 1:32       |
| 31.              | "Days -Aijou to Nichijou- (TV size)" (Days –愛情と日常– (TV サイズ))  | Uran             | Okubo Kaoru, Uran | Maeda Ai (AiM)     | 1:25       |
| 32.              | "The Biggest Dreamer (Jikai Yokoku)" (The Biggest Dreamer (次回予告)) |                  | Arisawa Takanori  |                    | 0:29       |
| 33.              | "Days -Aijou to Nichijou- (Inst.)" (Days –愛情と日常– (インスト))     |                  | Okubo Kaoru, Uran |                    | 0:13       |
| Tổng thời lượng: | Tổng thời lượng:                                                      | Tổng thời lượng: | Tổng thời lượng:  | Tổng thời lượng:   | 44:04      |

### Digimon Tamers Song Carnival
| STT              | Nhan đề                                                                               | Phổ lời          | Phổ nhạc           | Trình bày                                  | Thời lượng |
| ---------------- | ------------------------------------------------------------------------------------- | ---------------- | ------------------ | ------------------------------------------ | ---------- |
| 1.               | "Starting Point"                                                                      | Matsuki Yuu      | Oota Michihiko     | Wada Kouji, Oota Michihiko, Maeda Ai (AiM) | 4:03       |
| 2.               | "Otoko Shibuki" (男飛沫)                                                              | Yamada Hiroshi   | Oota Michihiko     | Tamaki Yukiko, Aoyama Touko                | 3:26       |
| 3.               | "Asobo Culu Culu" (あそぼクルクル)                                                    | Omori Shouko     | Kashiwara Nobuhiko | Kaneda Tomoko                              | 3:31       |
| 4.               | "Shiuchon to Terriermon no Okkakekko Duet" (小春とテリアモンのおっかけっこデュエット) | Matsuki Yuu      | Watanabe Cheru     | Nagano Ai, Tada Aoi                        | 4:26       |
| 5.               | "Black Intruder"                                                                      | Yamada Hiroshi   | Oota Michihiko     | Takahashi Hiroki                           | 3:55       |
| Tổng thời lượng: | Tổng thời lượng:                                                                      | Tổng thời lượng: | Tổng thời lượng:   | Tổng thời lượng:                           | 19:21      |

### Digimon Tamers Christmas Illusion
| STT              | Nhan đề                                                          | Phổ lời                   | Phổ nhạc           | Trình bày                                         | Thời lượng |
| ---------------- | ---------------------------------------------------------------- | ------------------------- | ------------------ | ------------------------------------------------- | ---------- |
| 1.               | "Believe"                                                        | Yano Yuka                 | ai                 | Maeda Ai (AiM)                                    | 3:47       |
| 2.               | "Santamon wo Sagase!!" (サンタモンを探せ!!)                      | Yamada Hiroshi            | Oota Michihiko     | Tsumura Makoto, Orikasa Fumiko, Yamaguchi Mayumi  | 4:31       |
| 3.               | "Black X’mas ~Yamaki no Theme~" (Black X'mas〜山木のテ-マ〜)     | Yamada Hiroshi            | Kashisawa Nobuhiko | Chiba Susumu, Nagano Ai, Miyashita Fumiko         | 4:17       |
| 4.               | "Christmas Alone" (クリスマス・アローン)                         | Matsuki Yuu               | Oota Michihiko     | Takahashi Hiroki                                  | 4:22       |
| 5.               | "Digimon Christmas Medley" (デジモンクリスマスメドレー)          |                           |                    | Nozawa Masako, Imai Yuka, Tada Aoi, Kaneda Tomoko | 5:57       |
| 6.               | "Utaou Bokura no Merry Christmas" (歌おう僕らのメリークリスマス) | Koshiba Yuuko, Wada Kouji | Oota Michihiko     | Wada Kouji                                        | 5:19       |
| Tổng thời lượng: | Tổng thời lượng:                                                 | Tổng thời lượng:          | Tổng thời lượng:   | Tổng thời lượng:                                  | 28:13      |

### Digimon Tamers Single Best Parade
| STT              | Nhan đề                                                                            | Phổ lời          | Phổ nhạc           | Trình bày                                        | Thời lượng |
| ---------------- | ---------------------------------------------------------------------------------- | ---------------- | ------------------ | ------------------------------------------------ | ---------- |
| 1.               | "The Biggest Dreamer"                                                              | Yamada Hiroshi   | Oota Michihiko     | Wada Kouji                                       | 3:51       |
| 2.               | "My Tomorrow"                                                                      | Matsuki Yuu      | Okubo Kaoru        | Maeda Ai (AiM)                                   | 4:28       |
| 3.               | "Issho ga Ii ne" (いっしょがいいね)                                                | Omori Shouko     | Oota Michihiko     | Nozawa Masako, Imai Yuka, Tada Aoi               | 6:01       |
| 4.               | "Kaze" (風)                                                                        | Wada Kouji       | Ookubo Kaoru       | Wada Kouji                                       | 3:51       |
| 5.               | "EVO"                                                                              | Omori Shouko     | Watanabe Cheru     | WILD CHILD BOUND                                 | 3:59       |
| 6.               | "Himawari" (ひまわり)                                                              | ai               | Kashiwara Nobuhiko | Maeda Ai (AiM)                                   | 3:53       |
| 7.               | "One Vision"                                                                       | Yamada Hiroshi   | Oota Michihiko     | Tanimoto Takayoshi                               | 4:10       |
| 8.               | "SLASH!!"                                                                          | Yamada Hiroshi   | Oota Michihiko     | Oota Michihiko                                   | 3:59       |
| 9.               | "Fragile heart"                                                                    | ai               | Kondou Akio        | Maeda Ai (AiM)                                   | 5:10       |
| 10.              | "3 Primary Colors"                                                                 | Yamada Hiroshi   | Oota Michihiko     | Tsumura Makoto, Orikasa Fumiko, Yamaguchi Mayumi | 4:42       |
| 11.              | "Days ~Aijō To Nichijō~ (Thanks Version 1)" (Days ~愛情と日常~ (Thanks Version 1)) | Uran             | Okubo Kaoru, Uran  | Maeda Ai (AiM)                                   | 5:37       |
| 12.              | "Yuuhi no Yakusoku ~Makino Ruki no Theme~" (夕陽の約束 ~牧野 留姫のテーマ~)        | Izumikawa Sora   | Abe Yasuhiro       | Orikasa Fumiko                                   | 3:23       |
| Tổng thời lượng: | Tổng thời lượng:                                                                   | Tổng thời lượng: | Tổng thời lượng:   | Tổng thời lượng:                                 | 53:04      |

### Digimon Tamers The Adventurers' Battle - Original Soundtrack
Toàn bộ soundtrack được hòa âm bởi Arisawa Takanori
| STT | Nhan đề                                                                 | Phổ lời        | Phổ nhạc         | Trình bày        | Thời lượng |
| --- | ----------------------------------------------------------------------- | -------------- | ---------------- | ---------------- | ---------- |
| 1.  | "Hakai to Konran… Futatabi" (破壊と混乱… 再び)                          |                | Arisawa Takanori |                  |            |
| 2.  | "The Biggest Dreamer (Gekijou size)" (The Biggest Dreamer (劇場サイズ)) | Yamada Hiroshi | Oota Michihiko   | Wada Kouji       |            |
| 3.  | "An Umin-chu" (海人)                                                    |                | Arisawa Takanori |                  |            |
| 4.  | "Ojii no Shamisen" (おじぃの三味線)                                     |                | Arisawa Takanori |                  |            |
| 5.  | "Renamon tojou" (レナモン登場)                                          |                | Arisawa Takanori |                  |            |
| 6.  | "Tomodachi no Umi (Gekijou size)" (トモダチの海 (劇場サイズ))           | Yamada Hiroshi | Yamazaki Yo      | Sammy            |            |
| 7.  | "Battle!!" (バトル!!)                                                   |                | Arisawa Takanori |                  |            |
| 8.  | "Shishunki" (思春期)                                                    |                | Arisawa Takanori |                  |            |
| 9.  | "Minami no Yume" (美波の夢)                                             |                | Arisawa Takanori |                  |            |
| 10. | "Mensore Okinawa" (メンソーレ沖縄)                                      |                | Arisawa Takanori |                  |            |
| 11. | "Konran no Yochou" (混乱の予兆)                                         |                | Arisawa Takanori |                  |            |
| 12. | "Kawari Nante Inai" (代わりなんていない)                                |                | Arisawa Takanori |                  |            |
| 13. | "Teki no Shurrai" (敵の襲来)                                            |                | Arisawa Takanori |                  |            |
| 14. | "Guilmon no Tatakai" (ギルモンの戦い)                                   |                | Arisawa Takanori |                  |            |
| 15. | "Siesamon no Theme" (シーサモンのテーマ)                                |                | Arisawa Takanori |                  |            |
| 16. | "Hitsu Na Sakebi" (悲痛な叫び)                                          |                | Arisawa Takanori |                  |            |
| 17. | "Fuon na Kage" (不穏な影)                                               |                | Arisawa Takanori |                  |            |
| 18. | "Konwaku" (困惑)                                                        |                | Arisawa Takanori |                  |            |
| 19. | "Shinka da!!" (進化だっ!!)                                              |                | Arisawa Takanori |                  |            |
| 20. | "Kimi-tachi no Chikara o" (君たちの力を)                                |                | Arisawa Takanori |                  |            |
| 21. | "Teki no Ajito" (敵のアジト)                                            |                | Arisawa Takanori |                  |            |
| 22. | "Suichuu Kessen" (水中決戦)                                             |                | Arisawa Takanori |                  |            |
| 23. | "Minami!!" (美波!!)                                                     |                | Arisawa Takanori |                  |            |
| 24. | "Karei na Tatakai" (華麗な戦い)                                         |                | Arisawa Takanori |                  |            |
| 25. | "Jikuu Wo Koete" (時空を越えて)                                         |                | Arisawa Takanori |                  |            |
| 26. | "Gekishin" (激震)                                                       |                | Arisawa Takanori |                  |            |
| 27. | "Kyouran" (恐乱)                                                        |                | Koyama Kouhei    |                  |            |
| 28. | "Hakai to Konran" (破壊と混乱)                                          |                | Arisawa Takanori |                  |            |
| 29. | "Shi no Kuukan" (死の空間)                                              |                | Arisawa Takanori |                  |            |
| 30. | "Gekiha" (撃破)                                                         |                | Arisawa Takanori |                  |            |
| 31. | "Program Kido" (プログラム起動)                                         |                | Arisawa Tananori |                  |            |
| 32. | "Kizuato" (傷跡)                                                        |                | Arisawa Takanori |                  |            |
| 33. | "Mephismon Fukkatsu" (メフィスモン復活)                                 |                | Arisawa Tananori |                  |            |
| 34. | "EVO (Gekijou size)" (EVO (劇場サイズ))                                 | Omori Shouko   | Watanabe Cheru   | WILD CHILD BOUND |            |
| 35. | "Moving On! (Gekijou size)" (Moving on! (劇場サイズ))                   | ai             | Oota Michihiko   | Maeda Ai (AiM)   |            |

### Digimon Tamers The Runaway Digimon Express - Original Soundtrack
Toàn bộ soundtrack được hòa âm bởi Arisawa Takanori
| STT | Nhan đề                                                                                           | Phổ lời        | Phổ nhạc         | Trình bày          | Thời lượng |
| --- | ------------------------------------------------------------------------------------------------- | -------------- | ---------------- | ------------------ | ---------- |
| 1.  | "The Biggest Dreamer (Gekijou size)" (The Biggest Dreamer (劇場 サイズ))                          | Yamada Hiroshi | Oota Michihiko   | Wada Kouji         |            |
| 2.  | "EVO (Original Karaoke RDE Size)" (EVO (Original Karaoke BDT Size))                               |                | Watanabe Cheru   |                    |            |
| 3.  | "Locomon Bosou" (ロコモン暴走)                                                                    |                | Arisawa Takanori |                    |            |
| 4.  | "Norikomu Takato" (乗り込むタカト)                                                                |                | Arisawa Takanori |                    |            |
| 5.  | "Kore Nara Rakuchin Daro" (これならラクチンだろ)                                                  |                | Arisawa Takanori |                    |            |
| 6.  | "Ichigaya Fukin" (市ヶ谷付近)                                                                     |                | Arisawa Takanori |                    |            |
| 7.  | "Norikomu Ruki to Renamon" (乗り込むルキとレナモン)                                               |                | Arisawa Takanori |                    |            |
| 8.  | "SLASH!! (RDE size)" (SLASH!! (BDT size))                                                         | Yamada Hiroshi | Oota Michihiko   | Oota Michihiko     |            |
| 9.  | "Beelzebumon Tojou" (ベルゼブモン登場)                                                            |                | Arisawa Takanori |                    |            |
| 10. | "Locomon Kinpaku" (ロコモン緊迫)                                                                  |                | Arisawa Takanori |                    |            |
| 11. | "Digimon Tamers no Theme (BDT Version)" (デジモンテイマーズのテーマ (BDT Version))                |                | Arisawa Takanori |                    |            |
| 12. | "Yuuhi No Yakusoku (BDT Size)" (夕陽の約束 (BDT Size))                                            | Izumikawa Sora | Izumikawa Sora   | Orikasa Fumiko     |            |
| 13. | "Osoikakaru Ruki" (襲いかかるルキ)                                                                |                | Arisawa Takanori |                    |            |
| 14. | "Digimon Tamers No Theme (BDT Version 2)" (デジモンテイマーズのテーマ (BDT Version 2))            |                | Arisawa Takanori |                    |            |
| 15. | "Oitsumerareta Takato" (追い詰められたタカト)                                                     |                | Arisawa Takanori |                    |            |
| 16. | "Parasimon No Shoutai" (パラサイモンの正体)                                                       |                | Arisawa Takanori |                    |            |
| 17. | "Locomon shinka" (ロコモン進化)                                                                   |                | Arisawa Takanori |                    |            |
| 18. | "Renamon no Theme (RDE Version)" (レナモンのテーマ (BDT Version))                                 |                | Arisawa Takanori |                    |            |
| 19. | "One Vision (DUKEMON MATRIX EVOLUTION RDE Size)" (One Vision (DUKEMON MATRIX EVOLUTION BDT Size)) | Yamada Hiroshi | Oota Michihiko   | Tanimoto Takayoshi |            |
| 20. | "Parasimon no Shinryaku" (パラサイモンの侵略)                                                     |                | Arisawa Takanori |                    |            |
| 21. | "One Vision (RDE Size)" (One Vision (BDT Size))                                                   | Yamada Hiroshi | Oota Michihiko   | Tanimoto Takayoshi |            |
| 22. | "Parasaimon no Kougeki" (パラサイモンの攻撃)                                                      |                | Arisawa Takanori |                    |            |
| 23. | "Kusen ga Tsuzuku" (苦戦が続く)                                                                   |                | Arisawa Takanori |                    |            |
| 24. | "Dukemon Crimson Mode" (デュークモン クリムゾンモード)                                            |                | Arisawa Takanori |                    |            |
| 25. | "Party" (パーティー)                                                                              |                | Arisawa Takanori |                    |            |
| 26. | "Yuuhi No Yakusoku (Gekijou Size)" (夕陽の約束 (劇場 Size))                                       | Izumikawa Sora | Izumikawa Sora   | Maeda Ai (AiM)     |            |